# Bernard Smeekens
Bernard Smeekens (Ukkel, 23 mei 1951) is een Belgisch voormalig hockeyer.

## Levensloop
Smeekens was actief bij Royal Uccle Sport. In seizoen 1973-'74 won hij de Gouden Stick.
Daarnaast maakte hij deel uit van het Belgisch hockeyteam, waarmee hij onder meer deelnam aan de Olympische Zomerspelen van 1976. Vier jaar eerder (1972) was hij reservespeler.
Zijn echtgenote Anne Albert was eveneens actief in het hockey, evenals hun dochter Thais en schoonzoon Tom Boon.